# Група армій «Південна Україна»
Гру́па а́рмій «Півде́нна Украї́на» (нім. Heeresgruppe Südukraine) — оперативно-стратегічне об'єднання сухопутних військ на театрі воєнних дій у збройних силах Німеччини. До кінця березня 1944 називалась Група армій «A».
Група армій «Південна Україна» під командуванням генерал-полковника Й. Фріснера) була створена 31 березня 1944 з військ груп армій «Південь» та «А». У неї входили 2 армійські групи: «Велер» (8-ма німецька й 4-та румунська армії й 17-й німецький армійський корпус) і «Думітреску» (6-та німецька й 3-тя румунська армії). Всього налічувалося 900 тис. чоловік, 7600 гармат і мінометів, понад 400 танків і штурмових гармат і 810 бойових літаків (4-й німецький повітряний флот і румунська авіація).
Противник створив сильну глибоко ешелоновану оборону, що складалася з 3-4 оборонних смуг, ув'язаних з водними перешкодами й горбистою місцевістю. Сильні оборонні обводи оперізували багато міст і інші населені пункти.
Група армій «Південна Україна» протистояла наступу радянських військ прикриваючи балканський напрямок. Розгромлена в ході Яссько-Кишинівської операції військами 2 і 3 Українських фронтів радянської армії у 1944 році.

## Командувачі
- генерал гірсько-піхотних військ, з 20 травня 1944 генерал-полковник Фердинанд Шернер (31 березня — 25 липня 1944);
- генерал-полковник Ганс Фріснер (25 липня — 23 вересня 1944).